# Waitzendorf (Gemeinde St. Pölten)
Waitzendorf ist ein Ort im Mostviertel in Niederösterreich, und Ortschaft und Katastralgemeinde der Stadtgemeinde und Statutarstadt St. Pölten. Er gehört zum Stadtteil St. Pölten.

## Geographie
Das Dorf Waitzendorf liegt im ländlichen Raum an der Stadtgrenze, etwa 3 Kilometer nordwestlichen des Stadtzentrums. Es befindet sich auf der Pielach-Traisen-Platte, der Höhenschwelle westlich der Stadt, auf um die 275 m ü. A. Höhe, und erstreckt sich am Waitzendorfer Graben am oberen Moosbach, der schon zur Pielach entwässert. Vom Zentrum erreicht man den Ort über die Goldegger Straße (L 5122). Südlich verläuft die Westbahn. Das Dorf besteht aus etwa 60 Gebäuden.
Die Ortschaft Waitzendorf umfasst etwa 170 Adressen mit um die 330 Einwohnern. Dazu gehört auch die Ortslage Waitzendorf-Siedlung südöstlich Richtung Stadt.
Das Katastralgebiet erstreckt sich zwischen Stadtgrenze und Hauptfriedhof. Im Norden reicht es an den Kalbling (343 m ü. A.) und an den Ortsrand von Wernersdorf.
Rund um den Ort erstreckt sich Ackerland, im Norden der Fuchsenwald.
| Pultendorf (Gem. Neidling, Bez. St. Pölten-Land) ∗   | Wernersdorf (O u. KG, Gem. Neidling, Bez. St. Pölten-Land) | Obermamau (O u. KG, Gem. Karlstetten, Bez. St. Pölten-Land) Weitern (O u. KG, Stt. Viehofen) |
| Afing (O u. KG, Gem. Neidling, Bez. St. Pölten-Land) | Kompassrose, die auf Nachbargemeinden zeigt                | Am Pittnerberg (O u. KG St. Pölten)                                                          |
| Mooshöfe (O u. KG Witzendorf)                        | Witzendorf (O u. KG)                                       | Waitzendorf-Siedlung St. Pölten (O u. KG)                                                    |

∗ Ortschaft/KG Pultendorf grenzt nicht direkt an, weil hier Afing an Wernersdorf stößt.

## Geschichte

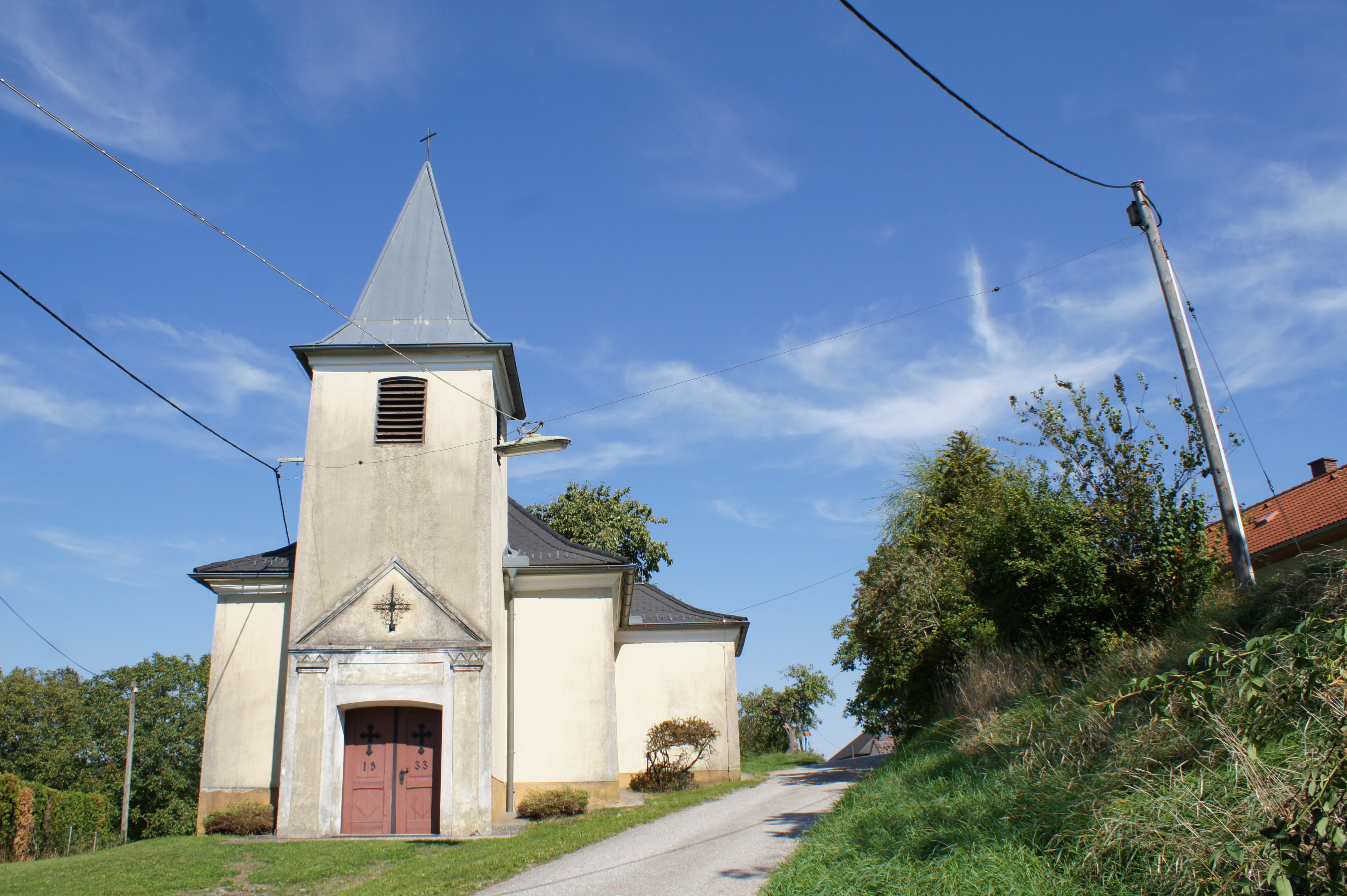
Florianskapelle

Der Ort ist schon 1189 als Wazendorf (Personenname + -dorf) nachweislich, hatte 1248 16 Häuser, und war Besitz des Chorherrenstifts.
Ab Schaffung der Ortsgemeinden 1848/49 gehörte er zur Gemeinde Mamau. Laut Adressbuch von Österreich waren im Jahr 1938 in Waitzendorf zwei Gärtner, ein Gastwirt, ein Gemischtwarenhändler und mehrere Landwirte ansässig.
Die Gemeinde Mamau wurde per 1969 aufgelöst, der Großteil kam zu Karlstetten, Waitzendorf wurde wie Witzendorf nach St. Pölten eingemeindet.

## Sehenswürdigkeiten
Die Ortskapelle hl. Florian wurde 1833 errichtet, und steht unter Denkmalschutz.
Im Ort gibt es noch eine alte Kellergasse, „Bei der Kirche“ genannt (Wittgensteinstraße; siehe auch Liste der Kellergassen in St. Pölten).
Es gibt in St. Pölten langfristige Pläne einer West-Tangente, die die Kremser Landesstraße (L100) zwischen Weitern und Viehofen mit der allfälligen Anschlussstelle der Linzer Straße (B1, Wiener Straße) an die geplante Traisental Schnellstraße (S34) verbinden sollte. Diese Tangente würde zwischen Waitzendorf und Waitzendorf-Siedlung verlaufen.